# 23894 Arikahiguchi
23894 Arikahiguchi è un asteroide della fascia principale. Scoperto nel 1998, presenta un'orbita caratterizzata da un semiasse maggiore pari a 3,0513137 UA e da un'eccentricità di 0,0808456, inclinata di 5,51215° rispetto all'eclittica.